# Comitato Olimpico Nazionale Gibutiano
Il Comitato Olimpico Nazionale Gibutiano (noto anche come Comité National Olympique Djiboutien in francese) è un'organizzazione sportiva gibutiana, nata nel 1983 a Gibuti, Gibuti.
Rappresenta questa nazione presso il Comitato Olimpico Internazionale (CIO) dal 1984 ed ha lo scopo di curare l'organizzazione ed il potenziamento dello sport a Gibuti e, in particolare, la preparazione degli atleti gibutiani, per consentire loro la partecipazione ai Giochi olimpici. L'organizzazione è, inoltre, membro dell'Associazione dei Comitati Olimpici Nazionali d'Africa.
L'attuale presidente dell'associazione è Aïcha Garad Ali, mentre la carica di segretario generale è occupata da Said Ali Houssein.